# Volby do zastupitelstev obcí v Česku 2010

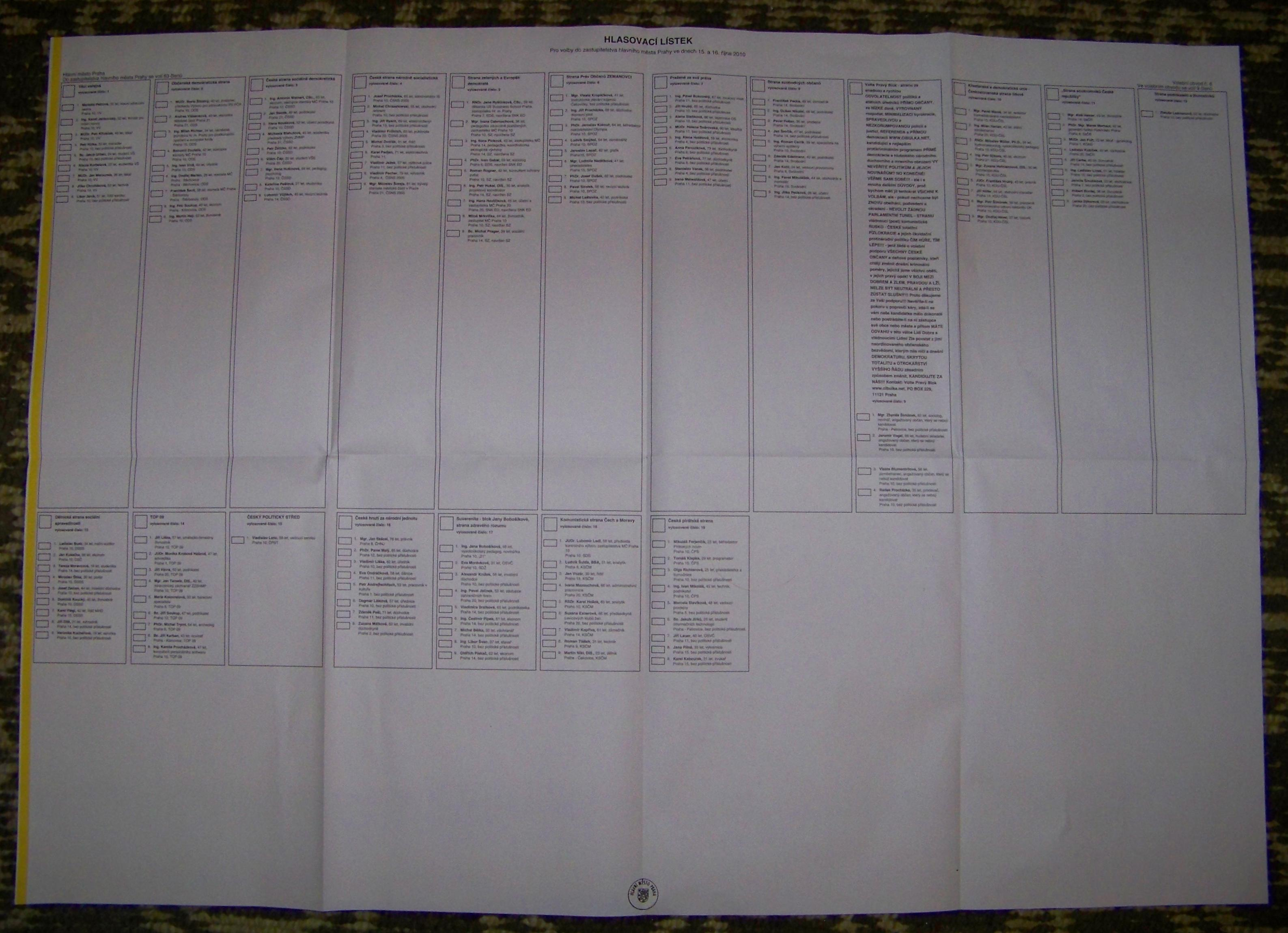
Hlasovací lístek pro volební obvod č. 6 pro volby do Zastupitelstva hlavního města Prahy je široký asi 85 centimetrů. Kandidáti všech stran jsou uvedeni na jedné straně lístku, hlasovací lístek však smí být oboustranný

Volby do zastupitelstev obcí se v České republice roku 2010 (tzv. obecní volby) uskutečnily 15. a 16. října 2010, současně s prvním kolem senátních voleb.
Volby probíhaly na základě volebního zákona č. 491/2001 Sb. v aktuálním znění. Stávající obecní zastupitelstvo rozhoduje před volbami o počtu volebních obvodů a počtu členů příštího zastupitelstva, s přihlédnutím k počtu obyvatel a velikosti územního obvodu. Jakmile je zastupitelstvo zvoleno, volí jeho členové ze svého středu starostu, místostarosty a radu obce. V členěných statutárních městech a hlavním městě Praze se současně konaly volby do zastupitelstev samosprávných městských obvodů a městských částí.
Do zastupitelstev obcí, městysů a měst bylo celkově voleno ve 14 765 okrscích a do zastupitelstev městských části a městských obvodů bylo celkem voleno ve 2 183 okrscích. Voleb se v roce 2010 zúčastnilo celkem 48,5 % obyvatel, nejvyšší krajská volební účast byla v kraji Vysočina (55 %) a nejnižší krajská volební účast byla v Karlovarském kraji (41,79 %).
Podle Mladé fronty DNES volby nedopadly dobře pro ODS ani pro Věci veřejné, ODS poprvé v historii prohrála komunální volby v Praze. Naopak ČSSD získala nejvyšší počet hlasů v mnoha větších městech a TOP 09 vyhrála volby v Praze, získala celkem 26 mandátů.
Opakované volby se konaly ve 4 obcích 8. ledna 2011, v jedné obci (Libhošť) se konaly i volby první, protože se k 1. lednu téhož roku osamostatnila od Nového Jičína. Volby se konaly pouze jeden den, volební místnosti byly otevřeny od 7 do 22 hodin.

## Souhrnné výsledky voleb pro všechna zastupitelstva
| Volební strana                                            | Hlasů absolutně | Hlasů v procentech | Zastupitelů absolutně | Zastupitelů v procentech |
| --------------------------------------------------------- | --------------- | ------------------ | --------------------- | ------------------------ |
| Česká strana sociálně demokratická                        | 17 763 358      | 19,68              | 4 584                 | 7,37                     |
| Občanská demokratická strana                              | 16 943 967      | 18,78              | 5 112                 | 8,22                     |
| TOP 09                                                    | 8 537 461       | 9,46               | 1 509                 | 2,43                     |
| Křesťanská a dem. unie – Čsl. strana lidová               | 4 938 960       | 5,47               | 3 738                 | 6,01                     |
| Věci veřejné                                              | 2 640 305       | 2,93               | 304                   | 0,49                     |
| NEZÁVISLÍ                                                 | 645 217         | 0,71               | 227                   | 0,37                     |
| Nezávislí kandidáti                                       | 796 763         | 0,88               | 6 595                 | 10,61                    |
| Sdružení nezávislých kandidátů – místní sdružení celkem   | 10 848 373      | 12,02              | 30 597                | 49,21                    |
| Volba pro město                                           | 736 387         | 0,82               | 153                   | 0,25                     |
| SNK Evropští demokraté                                    | 770 543         | 0,85               | 551                   | 0,89                     |
| Starostové a nezávislí                                    | 653 400         | 0,72               | 1 243                 | 2                        |
| Ostravak                                                  | 774 985         | 0,86               | 20                    | 0,03                     |
| Komunistická strana Čech a Moravy                         | 8 628 685       | 9,56               | 3 189                 | 5,13                     |
| Suverenita - blok Jany Bobošíkové, strana zdravého rozumu | 673 856         | 0,75               | 61                    | 0,1                      |
| Strana Práv Občanů ZEMANOVCI                              | 628 860         | 0,7                | 89                    | 0,14                     |
| Strana svobodných občanů                                  | 196 475         | 0,22               | 29                    | 0,05                     |
| Strana zelených                                           | 1 491 212       | 1,65               | 156                   | 0,25                     |
| Ostatní                                                   | 12 375 942      | --                 | 4 021                 | --                       |
| Celkem                                                    | 90 044 749      | --                 | 62 178                | --                       |

## Dopad na komunální politiku
V mnoha velkých obcích výrazně klesla podpora voličů politikům kandidujícím za ODS, zejména ve spojitosti s rozšířenými podezřeními z nekalých praktik a zneužívání postavení v předchozím funkčním období. V Praze tak poprvé po mnoha letech ve volbách zvítězila TOP 09. Navzdory tomu se v řadě velkých měst (Brno, Ostrava, Plzeň, Jihlava) ODS opět dostala do zastupitelstev, když po volbách vznikly velké koalice ODS s ČSSD.. V Praze k tomu přispělo i rozdělení města na sedm menších volebních obvodů, které iniciovala sama pražská ODS, a v jejímž důsledku propadly menší strany (Strana Zelených aj.).